# Noturus gladiator
Noturus gladiator és una espècie de peix de la família dels ictalúrids i de l'ordre dels siluriformes.

## Morfologia
Els mascles poden assolir els 10,7 cm de llargària total.

## Distribució geogràfica
Es troba a Nord-amèrica: Tennessee i Mississipi (Estats Units).